# プレミアム・パスポート事業

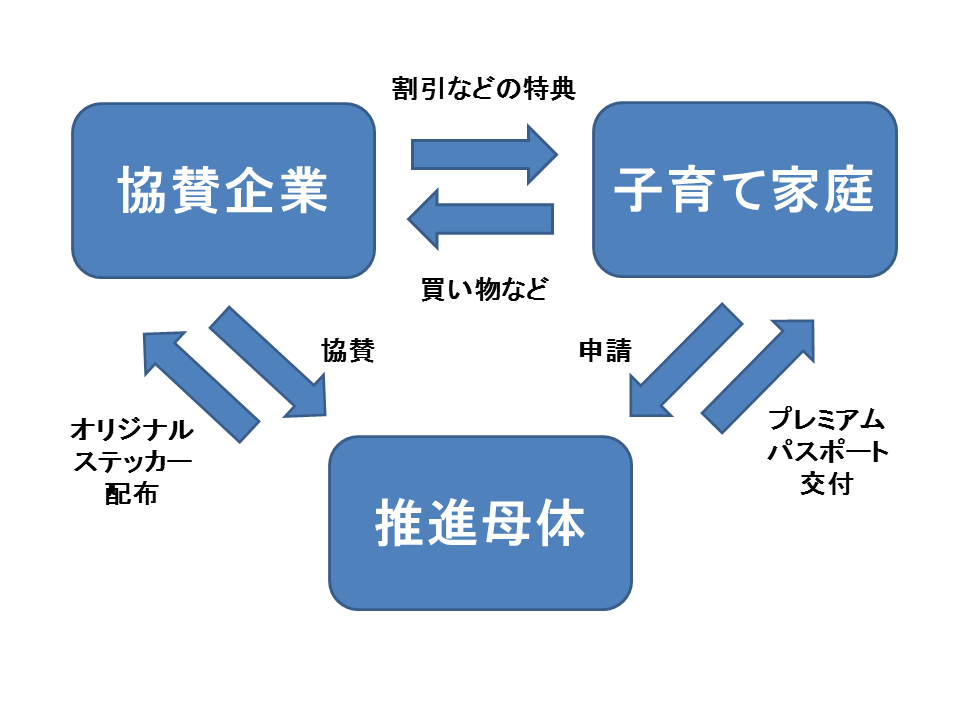
プレミアム・パスポート事業の仕組み

プレミアム・パスポート事業（プレミアムパスポートじぎょう）は、石川県庁が、子どもが3人以上いる世帯への経済的支援策として、小売店や飲食店などサービス事業者の協力により実施している子育て支援事業である。18歳未満の子どもが3人以上いる世帯に交付されるプレミアム・パスポート（略称「プレパス」）と呼ばれるカードを、事業に協賛する企業の店舗で買い物などの際に提示すると、代金の割引などの特典を受けることができる仕組みである。2006年1月から実施されている。

## 概要
協賛する企業・店舗は、2012年3月15日時点で1,963店舗となっている。業種は、スーパーマーケット、ドラッグストア、レストランなど小売・飲食関係が中心である。そのほか、子育て家庭を顧客層とする学習塾、運動教室などの教育関係、遊園地、動物園、水族館などの娯楽関係をはじめ、美容、金融、通信、自動車、住宅など生活関連全般にわたる。チェーンストアやフランチャイズの店舗ばかりでなく、個人商店など単独の店舗も多くみられる。特典の内容は、代金の割引（例：5パーセント引き、子ども料金無料）、買い物ポイントの割増（例：ポイント2倍）、サービス品の提供（例：飲み物サービス、粗品進呈）、預金金利の上乗せ（例：0.3パーセント上乗せ）などで、協賛店舗ごとにあらかじめ設定されている。特典にかかる費用はすべて協賛企業の負担である。協賛する企業の店舗の情報は、常時、パソコンや携帯電話で検索することができる。また、協賛する企業の店舗には、シンボルマークが印刷されたオリジナルステッカーが配布され、店頭やレジなどに掲げられている。
プレミアム・パスポートは、18歳未満の子どもが3人以上いることを示す証明書であり、該当する世帯からの申請に基づき交付される。2012年3月1日時点で16,056世帯に交付されている。2011年1月からは、3人目の子どもを妊娠した世帯が支援の対象に加えられた。カードは、運転免許証やクレジットカードなどと同じ大きさである。対象世帯には大人の人数分が交付される。大人は自身の顔写真を貼付したカードのみ使用することができるが、子どもは家族のものであれば使用でき、顔写真は不要である。

## 推進母体
プレミアム・パスポートの交付事務や協賛する企業の募集などは、石川県内の経済団体や行政機関などで構成される子育てにやさしい企業推進協議会が行っている。事務局は、石川県庁の外郭団体である財団法人いしかわ子育て支援財団に置かれている。子育てにやさしい企業推進協議会の設立は、2005年5月である。その設立趣意書によれば、「地域住民の生活に密接に拘わっている我々企業等が積極的に子育て支援に取り組む環境の整備を図る施策を検討し、必要な事業を展開すること」が目的とされている。

## 協賛企業

### 協賛
協賛しようとする企業は、あらかじめ店舗ごとに独自の割引、特典を設定した上で、子育てにやさしい企業推進協議会に対し、店舗の写真を添えて申し込む必要がある。申し込みの方法は、子育てにやさしい企業推進協議会のホームページで手続きする方法と、申込用紙を郵送する方法がある。応募は随時受け付けられるが、有効期間は毎年1月1日から12月31日までで、原則自動更新とされている。なお、制度創設時（2006年1月）は、協賛企業は子育てにやさしい企業推進協議会に協賛金を毎年支払う必要があったが、2012年から協賛金は不要になった。

### 店舗情報の周知
協賛企業の店舗情報は、子育てにやさしい企業推進協議会のホームページに店舗写真付きで掲載され、パソコンや携帯電話から検索することができる。また、協賛企業は、子育て家庭へ毎月19日に配信されるメールマガジンで、イベントやキャンペーンなどの情報を発信することができる。

### シンボルマークの使用
協賛企業には、シンボルマークが印刷されたオリジナルステッカーが配布され、店頭等に掲示する必要がある。また、協賛企業は、プレミアム・パスポート事業のシンボルマークを使用し、協賛企業であることをPRすることができる。なお、このシンボルマークは、協議会の事務局を務める財団法人いしかわ子育て支援財団により商標として登録されている。

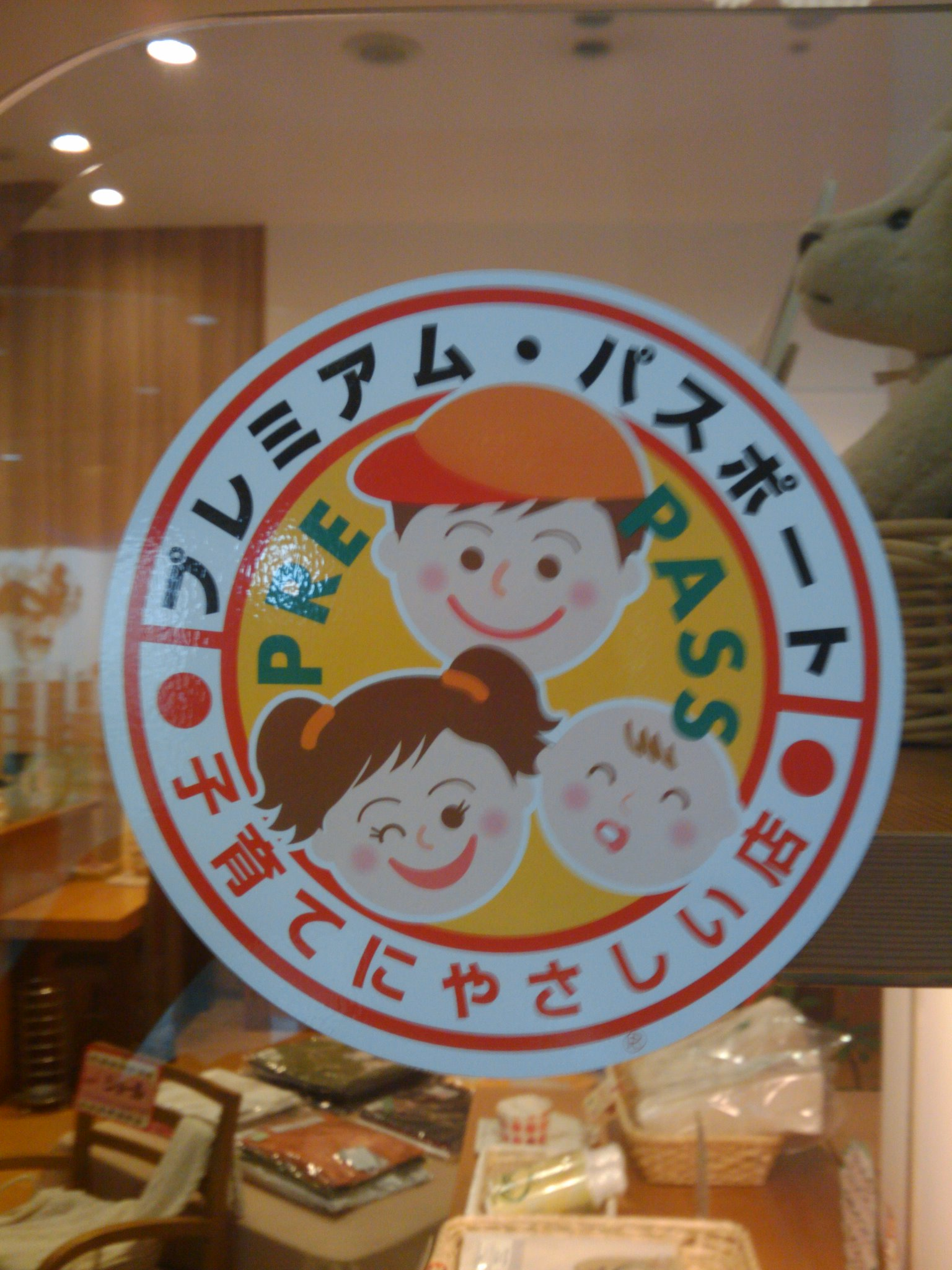
石川県金沢市の協賛店舗
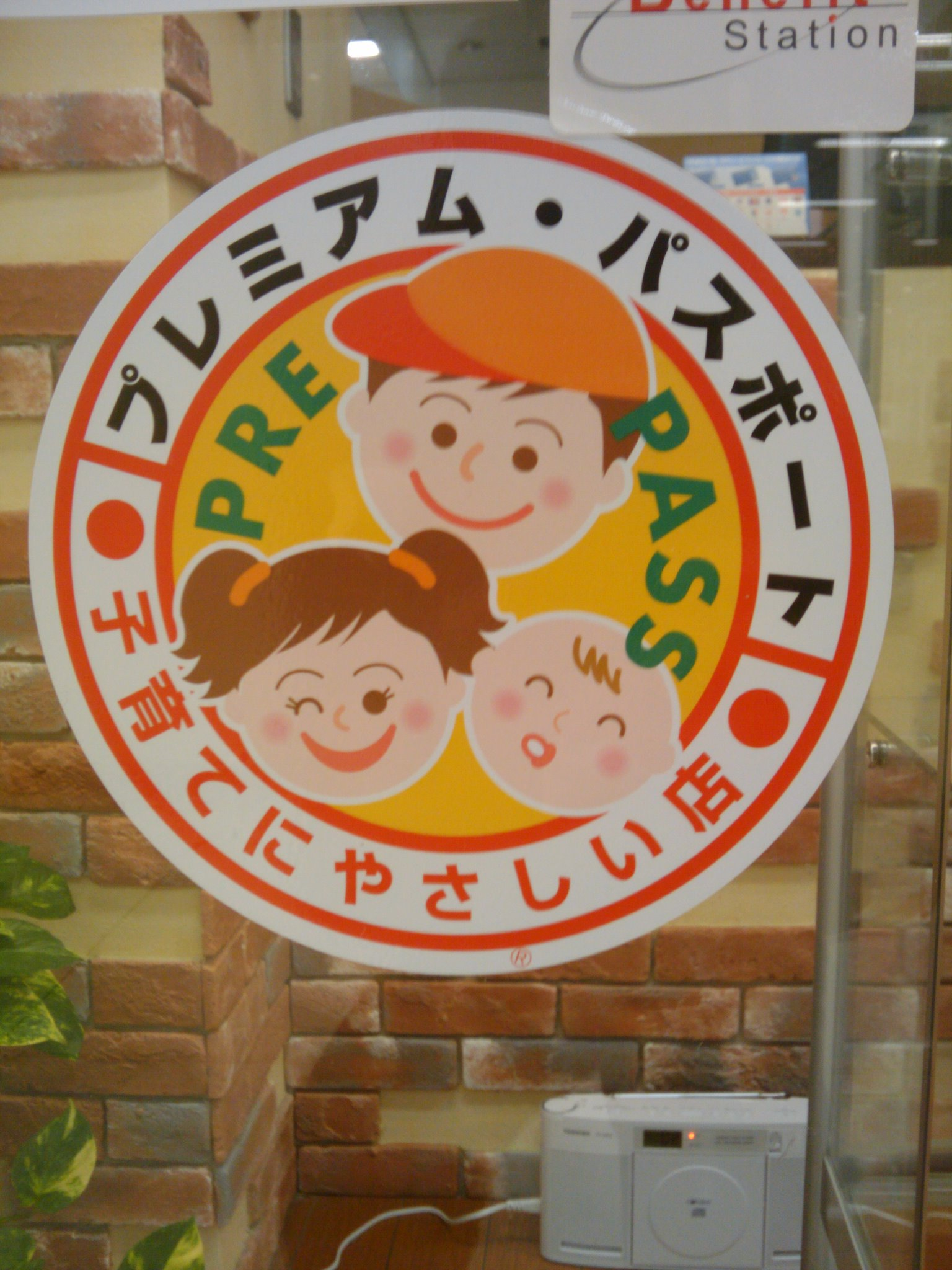
石川県野々市市の協賛店舗
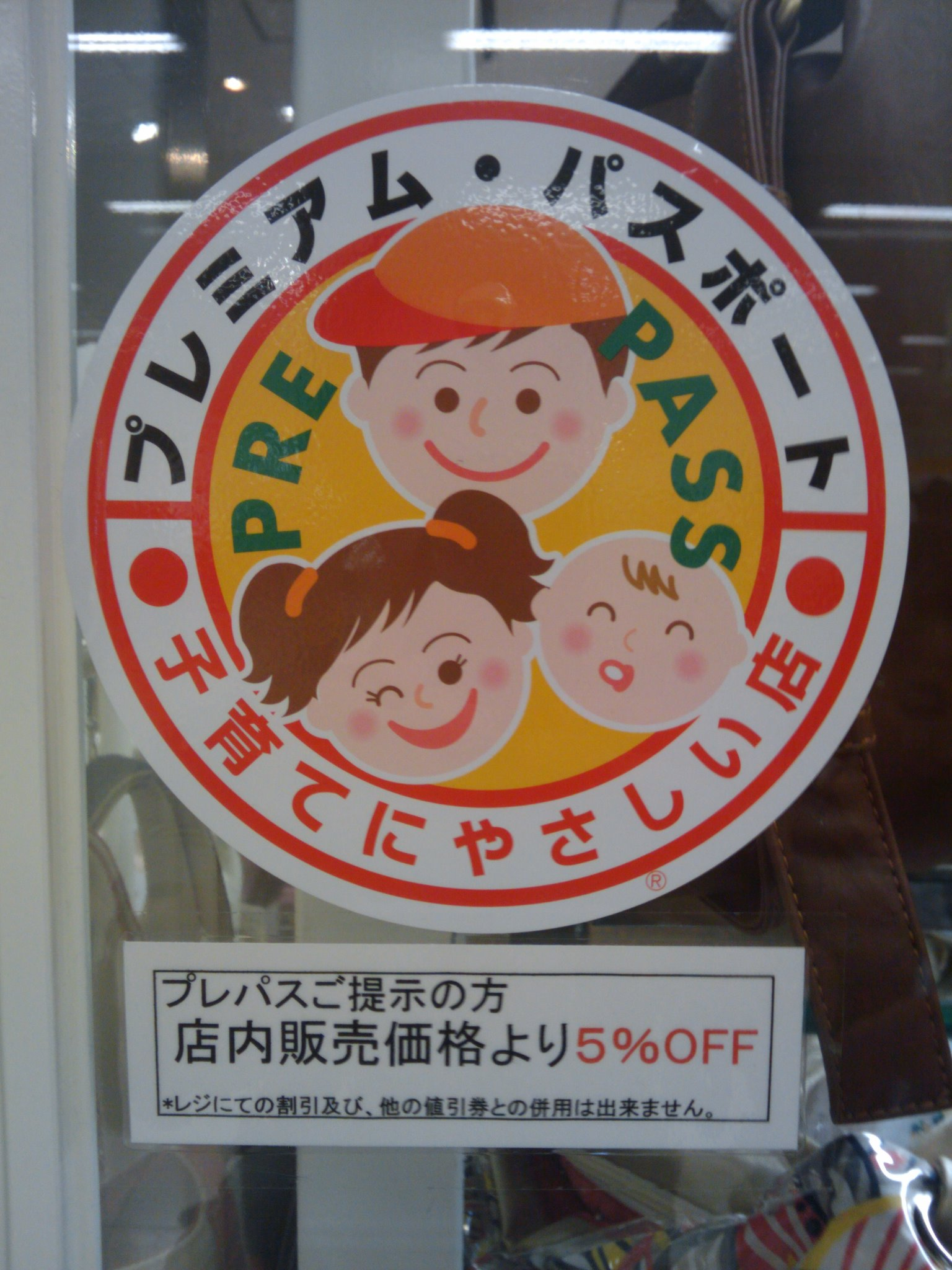
石川県野々市市の協賛店舗（独自に特典内容を付記している例）

### 子育てにやさしい店　金賞

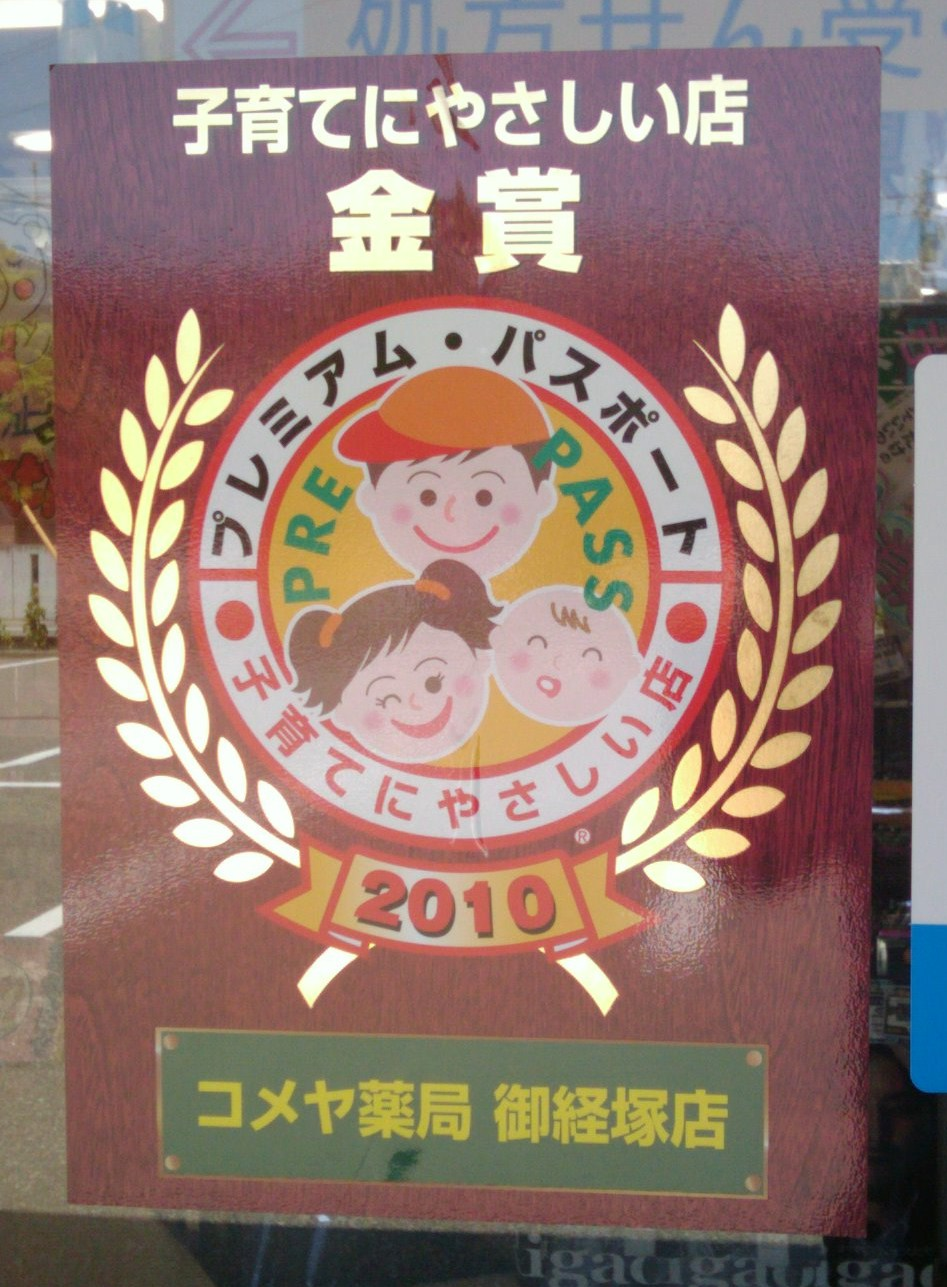
「子育てにやさしい店　金賞」の特製シール（石川県野々市市）

石川県庁と子育てにやさしい企業推進協議会は、プレミアム・パスポートの利用者アンケートで、特典内容が良い「お薦めの店」として得票の多かった協賛企業を表彰している。受賞した各企業の店舗などでは「子育てにやさしい店　金賞」と記された特製シールが店頭に張り出される。
受賞した企業（カッコ内は店舗名、企業名と同じ場合は省略。店舗名・企業名はいずれも受賞時点）は、次のとおり。
2006年
- 山成商事（どんたく）
- のと共栄信用金庫
- サンライフ（珠洲食品館）
- のとじま臨海公園水族館
- 八幡（八幡のすしべん）
- ロッキー（ホームセンターロッキー）

- ダスキン、ニューフード産業北陸、ワイエー香林坊（ミスタードーナツ）
- マイカル（サティ）
- イオン（ジャスコ、マックスバリュ）
- アルペン（アルペン、GOLF5、スポーツデポ）
- 西インターレストハウス（テルメ金沢）
- 東京ストアー

- 今嘉、貴久、フロイデ、増壱、矢乃屋（マクドナルド）
- 佑企（スーパー佑企）
- レスト三湖
- 手取観光（手取フィッシュランド）
- 三崎ストアー

2007年
- サンライフ（珠洲食品館）
- 興能信用金庫
- ヤスサキ（パワーシティワジマワイプラザ）
- 八幡（八幡のすしべん）
- のと共栄信用金庫
- のとじま臨海公園水族館

- ファイブスター（ココス）
- ロッキー（ホームセンターロッキー）
- 東京ストアー
- マイカル（サティ）
- ジャックコーポレーション（ジャック）
- イオン（ジャスコ）

- ダスキン、ワイエー香林坊、ニューフード産業北陸（ミスタードーナツ）
- ジャコム石川、JA志賀、JAおおぞら、JA内浦町、JAののいち、JA白山、JAはくい、JA小松市（Aコープ）
- アルペン
- 大同（オートバックス）
- 佑企（スーパー佑企）

2008年
- クスリのアオキ
- アルビス（チューリップ、アルビス）
- ジャックコーポレーション（ジャック）
- ダイナミックライフ（ばらずし）
- ばらずしアビオシティ加賀店、同アル・プラザ鹿島店、同飯田店
- ヤスサキ（パワーシティワジマワイプラザ）

- ファイブスター（ココス）
- すかいらーく（ガスト）
- レスト三湖
- まぐろや本店（まぐろや）
- ゴーゴーシステム（ゴーゴーカレー）
- テルメ金沢

- T&A有限責任事業組合（健民海浜公園プール）
- 能美市ふるさと振興公社（クアハウス九谷）
- のと島（ひょっこり温泉島の湯）
- 興能信用金庫

2009年
- クスリのアオキ
- アルビス（チューリップ、アルビス）
- 平和堂（アル・プラザ）
- スーパーロフティ（ぴゅあロフティ）
- いろは（いろはストアー）

- すかいらーく（ガスト）
- 角永商店もく遊りん食工房（もく遊りん）
- エージグループ（上海老街）
- ファミリーダイニング（焼肉蔵）
- まぐろや本店（まぐろや）

- カミオ（KAMIO APITAなど）
- 極楽湯（極楽湯・金沢野々市店）
- 手取観光（手取フィッシュランド）
- 和田内潜建（ほっとらんどNANAO）

2010年
- ハチバン（8番らーめん、らーめん屋元八）
- ハッピーロード（8番らーめん）
- 味一番フード（鍋うどん・そば　めん房本陣）
- 示野薬局（シメノドラッグ）
- 輪島丸善

- ジャコム石川、JA白山、JA野々市、JA志賀、JAおおぞら、JA内浦町（Aコープ）
- ライトリヴ（イタリア厨房ピソリーノ）
- コメヤ薬局
- 安達（あだちストア）
- ファミリーダイニング（焼肉蔵）

- カミオ（KAMIO APITAなど）
- スタジオアリス（こども写真城スタジオアリス）
- ケー・シー（KC）

2011年
- クスリのアオキ
- ファイブスター（ココス）
- 西インターレストハウス（テルメ金沢）
- イオンリテール（イオン）

- 山成商事（どんたく）
- ハチバン（8番らーめん）
- 8番らーめん石川地区会（8番らーめん）
- アルビス

## 対象世帯

### 交付申請
支援対象となる世帯は、子育てにやさしい企業推進協議会に対し、申請書に必要な書類を添えて交付申請する必要がある。申請の方法は、郵送による方法、または市役所・町役場、県庁、協議会に備え付けられている専用の応募箱へ投函する方法がある。支援対象となるのは、石川県内に住所を有し、次の条件を満たす世帯である。なお、制度創設時（2006年1月）は第1項目に該当する世帯のみが対象であったが、2011年1月に第2、第3項目が追加された。
1. 住民票上の同一世帯に満18歳未満の子どもが3人以上いる世帯
2. 住民票上の同一世帯ではないが扶養している子どもを含めて、満18歳未満の子どもが3人以上いる世帯
3. 妊娠中の子どもを含めて、満18歳未満の子供が3人以上となる世帯

### 有効期間

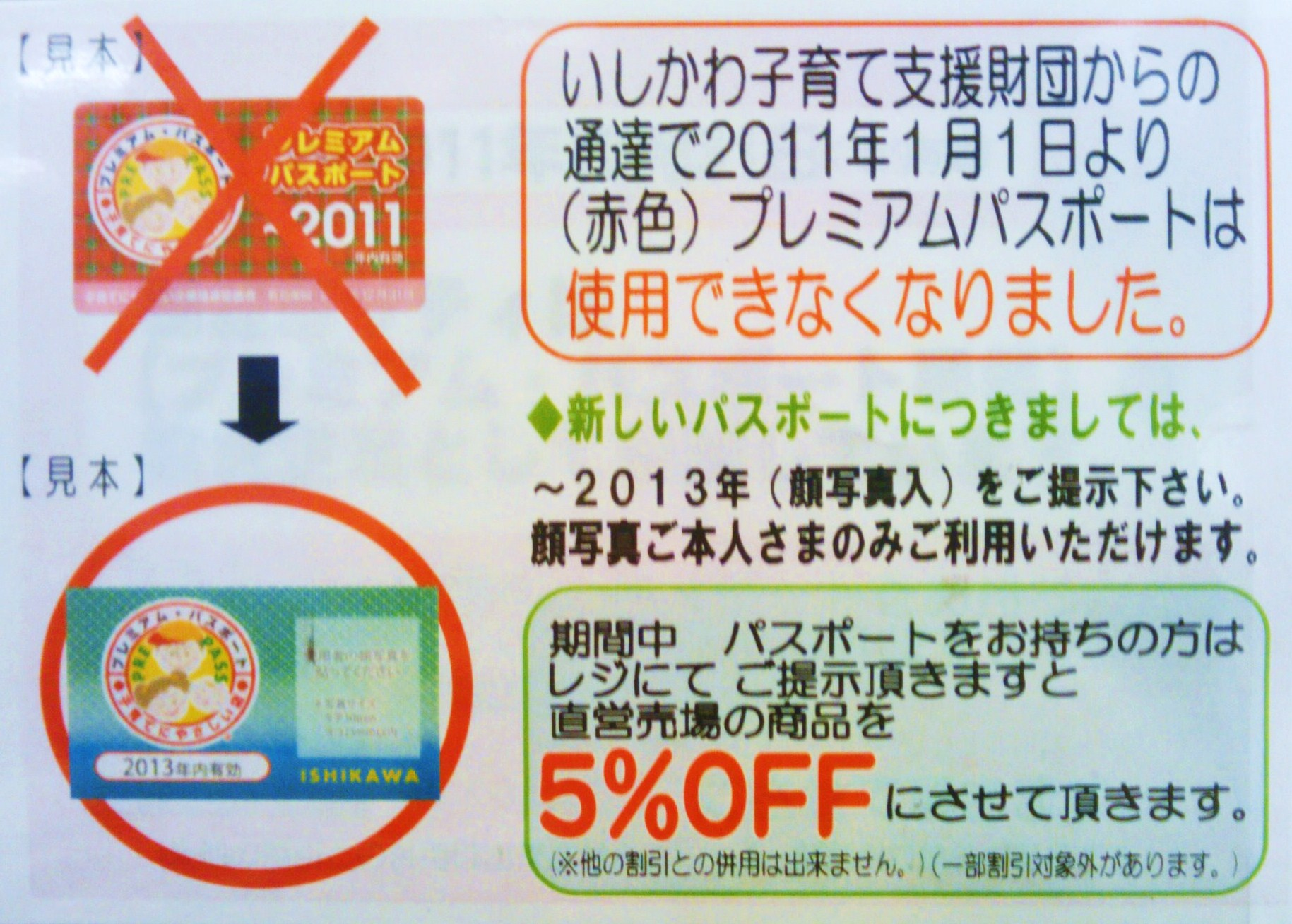
カードの有効期間が変更になったことを示す張り紙（石川県野々市市）

原則として、3年間（2011年に交付されるものは、2011年1月1日から2013年12月31日まで）である。これ以降は、自動継続され、更新手続きは不要である。子どもが満18歳に達したことにより対象世帯の条件を満たさなくなったときは、その年の12月31日までが有効期間となる。なお、制度創設時（2006年1月）は有効期間が1年間で、毎年更新手続きが必要であった。2009年1月から有効期間が3年間の自動更新となったが、2011年1月に様式変更が行われたため、1年前倒しで全て更新された。

### 交付枚数
世帯にいる大人の人数に応じて、次の枚数が交付される。なお、制度創設時（2006年1月）は世帯に1枚、2007年1月以降は世帯に2枚であったが、2011年1月に第2項目が追加された。
1. 大人が1人または2人の場合　2枚
2. 大人が3人以上の場合　3枚（ただし、申請により、6枚を限度に、大人の人数分まで追加交付される。）

### 使用できる者
大人は自身の顔写真が貼付されたもののみ使用することができる。子ども（満18歳未満）は家族のものであれば使用することができ、顔写真の貼付は必要ない。なお、制度創設時（2006年1月）は顔写真の貼付は必要なく、裏面に氏名が記載された家族であれば使用することができたが、2011年1月から現行の条件が付されるようになった。

## 沿革
- 2005年1月4日 - 谷本正憲石川県知事がプレミアム・パスポート事業の創設を表明した[15]。当初、2005年秋ごろサービスを始める予定とされていた[15]が、実際のスタートは、2006年1月からである。
- 2005年5月12日 - 事業の推進母体となる子育てにやさしい企業推進協議会が設立される。
- 2005年6月1日 - 事業に協賛する企業の募集を開始。
- 2005年9月1日 - プレミアム・パスポートの交付申請の受付を開始。
- 2006年1月1日 - プレミアム・パスポート事業開始。
- 2007年1月1日 - プレミアム・パスポートの配布枚数がそれまで世帯当たり1枚だったものが2枚に改められる。
- 2009年1月1日 - プレミアム・パスポートの有効期間がそれまで1年間であったものが3年間に、また、毎年更新手続きが必要であったものが自動更新となり更新手続き不要となる。
- 2011年1月1日 - 次の見直しが実施される。また、これらの見直しにより、2009年1月以降に発行された有効期間3年間のプレミアム・パスポートについて、1年前倒しで全て更新される。
  - 妊娠中の子どもを含めて満18歳未満の子どもが3人以上いる世帯などを新たに支援対象に加える。
  - 大人の場合、プレミアム・パスポートに顔写真を貼付しなければ使用できないこととする。
  - 大人が3人以上の場合、プレミアム・パスポートの配布枚数を3枚とする。ただし、申請により、6枚を限度に、大人の人数分まで追加交付することとする。
- 2012年1月1日 - 協賛企業の協賛金が不要になる。

## 評価・批判
- 榊原智子[16]によると、協賛店舗の飲食店チェーン店長は「親子でくつろげるというイメージが定着し、女性や高齢者にも客層が広がった」と話したほか、他の自治体からは「少ないお金で実施できる子育て支援策」として注目され、同様の事業が20県以上で導入されたという[17]。一方、プレミアム・パスポート事業や石川県庁がモデルとしたフランスの「大家族カード（カルト・ファミーユ・ノンブルーズ）」が、子どもが3人以上いて出費が多くなる家庭への「多子世帯支援」としているのに対して、行政関係者の間で「多子世帯だけが対象でいいのか」という見方があるという。
- 横内孝[18]によると、事業開始から2年足らずで全国に広がり、ある県の担当者は「ほとんどの自治体は今、財政的余裕がない。少ない予算で大きな効果が期待できる」と指摘する一方で、優待サービス導入をためらう自治体の担当者は「協賛企業が地域によって偏り、どこに住んでいるかによって、住民がサービスを利用する機会が公平にならない恐れがあった」ともらしたという。
- 島村友紀[19]によると、子育て家庭へのメリットだけでなく、大型店舗等に流れがちなファミリー層を地元商店街に呼び戻し、その活性化にもつながることから、「子育て家庭、地元店舗、行政にとってメリットのある好事例」という。